# 今夜はビート・イット
「今夜はビート・イット」（原題：Beat It）は、マイケル・ジャクソンの楽曲、及びアルバム『Thriller』から3作目のカット・シングル。

## 概要

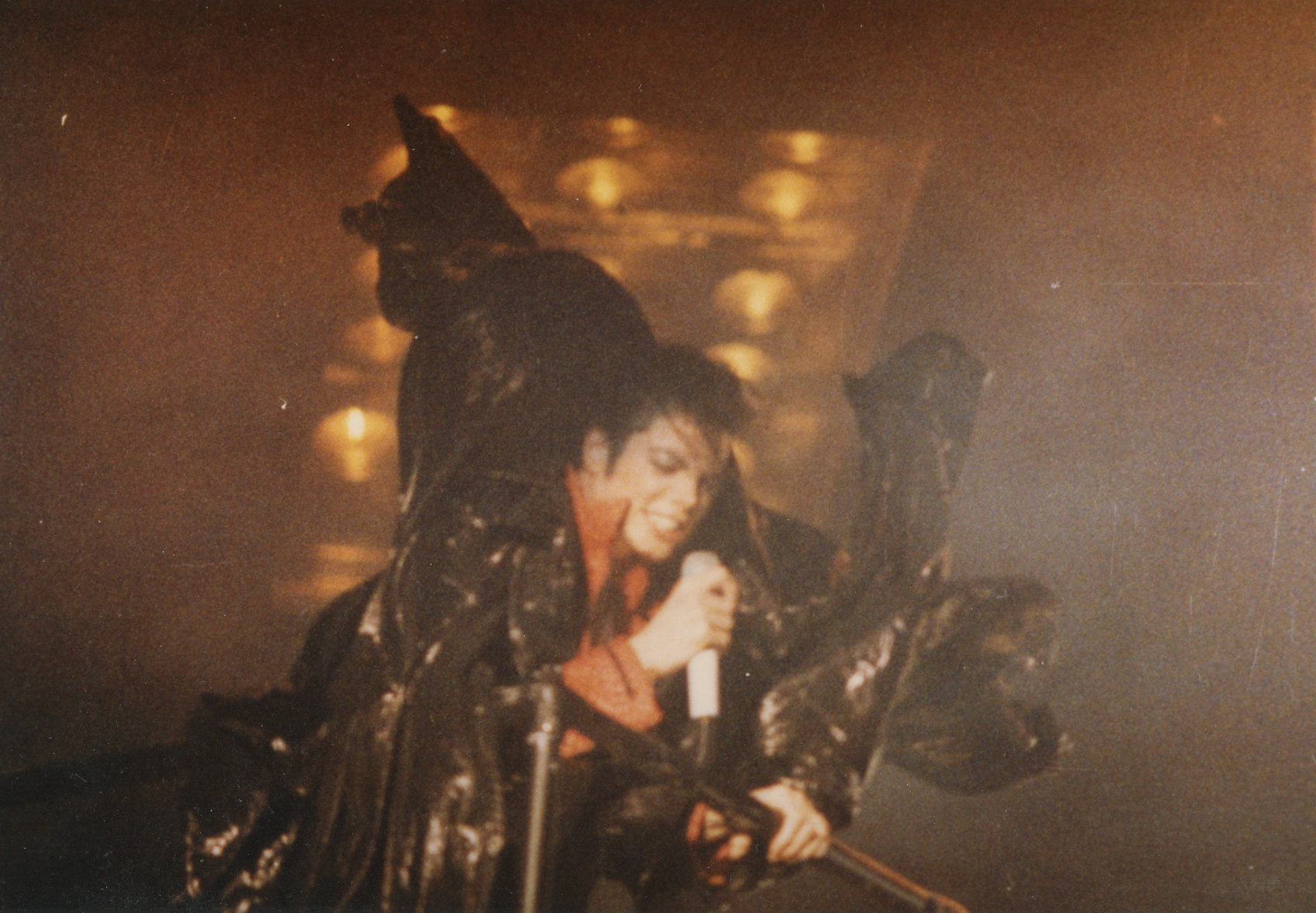
「今夜はビート・イット」を歌うマイケル（1992年）

ハードロックとR&Bの融合が特徴的で、エドワード・ヴァン・ヘイレン、スティーヴ・ルカサー、ポール・ジャクソン・ジュニアのギタリスト3人が参加しており、エディはギター・ソロも担当している。エディは、ビクトリーツアーの一公演に飛び入りで参加し、ソロ・パートを弾いている（その時の写真や動画が少なからず存在する）。ミュージック・ビデオは、ウエスト・サイド物語をモチーフとしている。
2008年2月に発売された『Thriller 25』には、この曲をリミックスしてファーギーのボーカルをフィーチャーしたものが収録されている。また、PVには本物のギャングが参加している（ロサンゼルスにいた人々とされる）。

## エドワード・ヴァン・ヘイレンのギターソロ
ハードロックバンド ヴァン・ヘイレンのリード・ギタリストであるエドワード・ヴァン・ヘイレンはギター・ソロを追加して欲しいと依頼された。最初にクインシー・ジョーンズから連絡を受けたとき、いたずら電話かと思ったがその電話が本物であることを確認した彼は、ギタリストのアラン・ホールズワースから借りたハートリー・トンプソンのアンプを使用し、ギター・ソロを録音した。
クインシー・ジョーンズとマイケル・ジャクソンがこの曲の「スケルトン・バージョン」をエディの家に持参しギター・ソロは録音された。ギタリストのスティーヴ・ルカサーは「最初、エディが良いソロを弾いてとてもロックだったんだがクインシーが強すぎるというんだ。だから自分はディストーションギターのサウンドを減らさなければならなかった。それがリリースされたんだ」と回顧する。二つのバージョンのギター・ソロが録音された。
エディのギター・ソロが始まる直前、誰かがドアをノックするような音が聞こえる。一説にはエディのレコーディング・スタジオに入ってきた人だとも言われる。別の話では、自分のギターを叩いたのだとされる。だが実際にはその音はマイケル・ジャクソンがドラムケースを叩いた音であるとアルバムのライナー・ノーツに記されている。
エンジニア達は、レコーディングの最中にエディのソロの音でコントロール・ルームのモニタースピーカーが火を噴いたことに驚き、「これは本当にすごいものに違いない！」と叫ぶに至った。
ちなみに、エディはこのギターソロ・レコーディングに無償で参加してしまったため、あとでデイヴィッド・リー・ロスに怒られたという。

## 反響
アメリカのビルボード誌では、1983年4月30日に週間ランキング第1位を獲得。ビルボード誌1983年年間ランキングは第5位。
『ローリング・ストーン』誌が選んだ「オールタイム・グレイテスト・ソング500」と「オールタイム・グレイテスト・ギター・ソングス100」において、それぞれ185位と81位にランクイン。
また、YouTubeにおける公式ミュージック・ビデオの再生回数は、2023年11月に10億回再生を達成した。マイケルのミュージック・ビデオがYouTubedで10億回再生を達成するのは、「ビリージーン」、「They don't care about us」に次いで3曲目である。

## パロディ
この曲は人気の高さから、パロディの題材に使われることも多い。以下はいくらかの事例である。
- アル・ヤンコビックの1984年のヒット曲“Eat It”（邦題：「今夜もイート・イット」）は、ミュージック・ビデオも含めてこの曲のパロディ。元の曲名の“Beat It”から「B」を抜き、好き嫌いの多い子供に「とにかく食え」と言い聞かせる歌詞に変えている。ギターソロはリック・デリンジャー。
- 1989年の映画『バック・トゥ・ザ・フューチャー PART2』中では同曲が未来のカフェのシーンで使用され、店内のビデオモニターの中に、マイケルを装った別人が登場している）。
- 日本では、NHKのテレビ番組『ハッチポッチステーション』内コーナー「What's Entertainment?」において、グッチ裕三が「マイケル・ハクション」として、この曲とミュージック・ビデオのパロディで「やぎさんゆうびん」を歌った。
- 2008年、フォール・アウト・ボーイがこの曲のカヴァーをダウンロード販売（ギター・ソロは、ジョン・メイヤー）。

## カバー
- 藤井風 - 『HELP EVER HURT NEVER』初回限定盤（2020年）および『HELP EVER HURT COVER』（2021年）